# 1435. letka RAF
1435. letka (anglicky No. 1435 Flight) je jednotka Royal Air Force vyzbrojená letouny Typhoon FGR.4 dislokovaná na základně RAF Mount Pleasant a zajišťující protivzdušnou obranu Falklandských ostrovů a Jižní Georgie a Jižních Sandwichových ostrovů. Mottem útvaru je „Protect the Right“, zatímco mottem Falklandských ostrovů je „Desire the Right“.
Během druhé světové války byla 1435. letka noční stíhací jednotkou dislokovanou na Maltě, v pozdějším průběhu války rozšířenou na peruť, čímž se stala jedinou leteckou perutí RAF nesoucí čtyřciferné číselné označení.

## Historie
1435. (noční stíhací) letka RAF byla původně ustavena na Maltě 4. prosince 1941 přejmenováním „Maltské noční stíhací jednotky“ (Malta Night Fighter Unit). V červenci 1942 byla rozšířena za pomoci personálu 603. peruti, vybavené Spitfiry Mk.VB. Po krátké existenci pod názvem 1435. stíhací letka byla jednotka, dislokovaná na základně RAF Luqa, vzhledem ke své velikosti, 2. srpna 1942 přejmenována na 1435. peruť.:s.511
V lednu 1943 byla peruť konvertována na útvar stíhacích bombardérů a v této roli působila nad Sicílií a v Itálii. Ke konci války byla podřízená Balkan Air Force a prováděla operace ve vzdušném prostoru Albánie a Jugoslávie.
Útvar byl rozpuštěn 29. dubna 1945 na italské základně Falconara.:s.512

## Znovuzformování

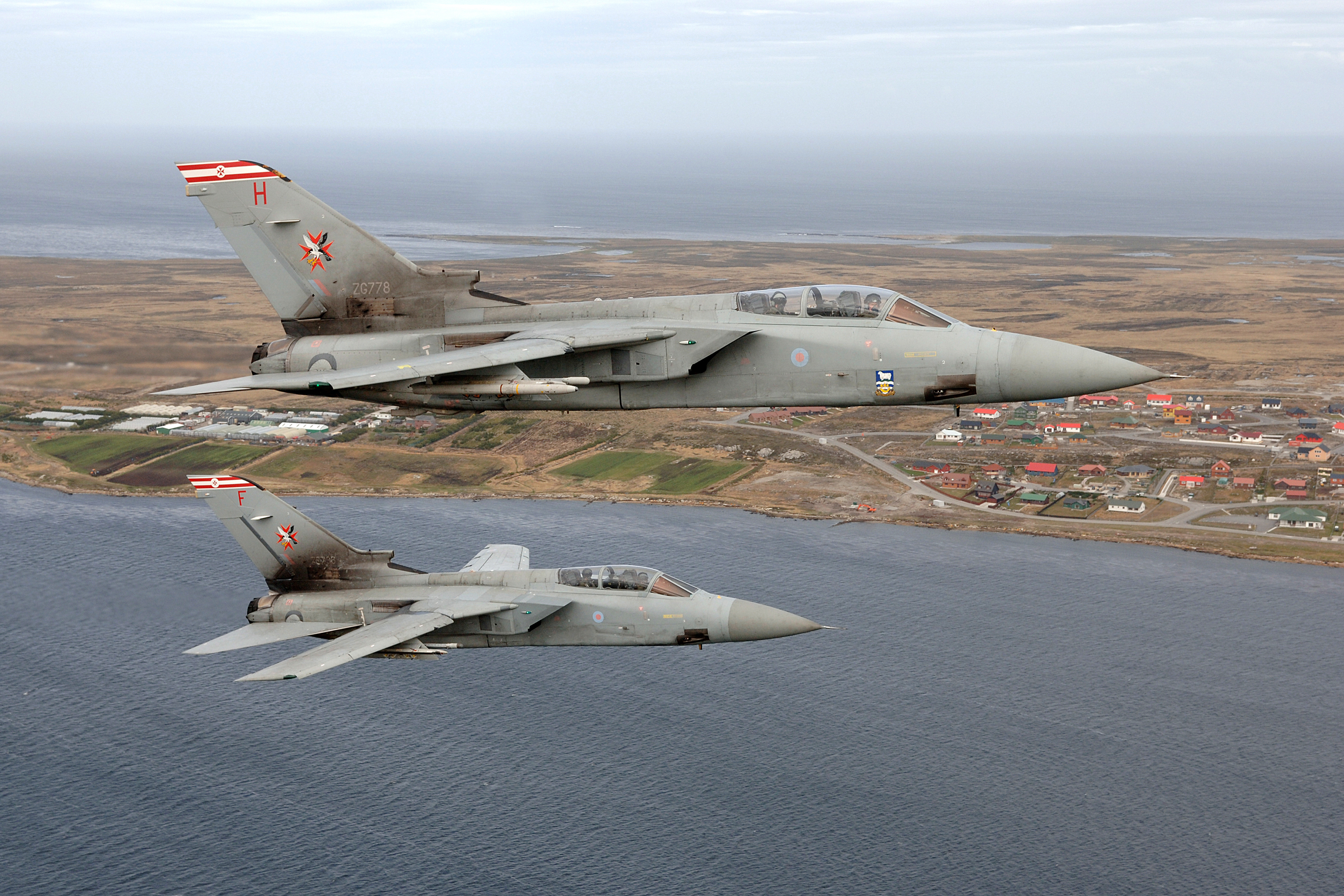
Dvě Tornada F.3 v přeletu nad Falklandskými ostrovy, 2007

V listopadu 1988, když byla 23. peruť přezbrojena na stroje Tornado, byla 1435. letka obnovena, s výzbrojí čtyř strojů McDonnell Douglas Phantom FGR.2. Po rozpuštění 23. peruti na falklandské základně RAF Mount Pleasant byly její úkoly a vybavení převedeno na 1435. letku, vybavenou nejprve letouny Tornado F.3 a později Eurofighter Typhoon.
Letouny 1435. letky jsou permanentně dislokovány na ostrovech, zatímco posádky jsou k ní v pravidelných intervalech krátkodobě převelovány od útvarů ve Spojeném království, tak aby byla na Falklandách zajištěna stíhací pohotovost 24 hodin denně po 365 dní roce.
Letka si zachovala své spojení s Maltou a její letouny nesou maltézské kříže. Zachovává i tradici pojmenování svých čtyř strojů: jsou pojmenovány Faith, Hope a Charity, podle tří legendárních Glosterů Sea Gladiator, které kdysi bránily Maltu, a Desperation. Pojmenování čtvrtého stroje Desperation bylo k třem tradičním jménům přidáno když byla letka v roce 1988 obnovena na Falklandách, se čtyřmi Phantomy ve výzbroji. Zatímco Faith, Hope a Charity byly užívány jako operační stroje, Desperation zůstával v záloze. Po vyřazení Phantomů ze služby v roce 1992 byl jeden z nich ponechán vystaven před vstupem na základnu Mount Pleasant. Čtyři Phantomy letky byly nahrazeny Tornady F.3, která zůstala v aktivní službě do září roku 2009, kdy byla vystřídána stejným počtem Eurofighter Typhoon FGR.4. Na nich nejsou tradiční jména napsána, ale užívaná trupová označení odpovídají jejich počátečním písmenům (F, H, C, D).

## Používaná letadla

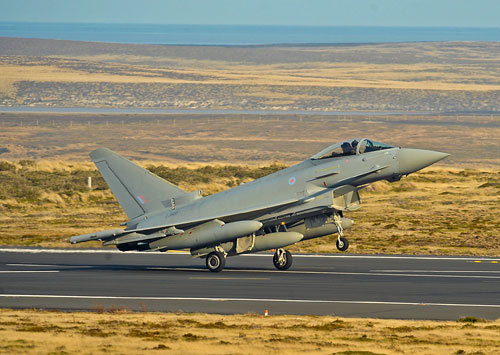
Typhoon při příletu na základnu Mount Pleasant, 2009

| Od            | Do          | Letadlo        | Varianta       |
| ------------- | ----------- | -------------- | -------------- |
| Prosinec 1941 | Červen 1942 | Hurricane      | Mk.IIB, Mk.IIC |
| Srpen 1942    | Duben 1945  | Beaufighter    | Mk.I           |
| Listopad 1988 | 1992        | F-4 Phantom II | FGR.2          |
| 1992          | Září 2009   | Tornado        | F.3            |
| Září 2009     | dosud       | Typhoon        | FGR.4          |